# Рождественский, Борис Леонидович
Бори́с Леони́дович Рожде́ственский (28 сентября 1928, пос. Кратово Московской области — 1 августа 2001, Москва) — советский и российский учёный в области прикладной математики. Лауреат Сталинской премии (1953) и Государственной премии СССР (1985).

## Биография
Родился в семье инженера-путейца НКПС СССР. Рано потерял отца, умершего по болезни (1931). Воспитывался отчимом, работавшим бухгалтером. Во время войны семья безвыездно жила в Москве.
В 1950 году с отличием окончил физический факультет МГУ по кафедре математики. Ученик А. Н. Тихонова. Однокурсниками были В. А. Ильин, А. Г. Свешников, Д. Н. Четаев.
В 1950 году поступил на работу в Лабораторию № 8 Геофизической комплексной экспедиции, возглавляемую А. Н. Тихоновым, где участвовал в расчётах первой советской водородной бомбы РДС-6с. С 1953 года работает в системе МИАН (до 1966 года Отделение прикладной математики (ОПМ) Математического института им. В. А. Стеклова АН СССР). Старший инженер, старший научный сотрудник, и. о. учёного секретаря ОПМ МИАН с 1955 года, учёный секретарь с 1956 по 1959 год. С 1966 года в ИПМ имени М. В. Келдыша АН СССР. Занесён на «Страницы памяти» веб-сайта ИПМ имени М. В. Келдыша После создания Института математического моделирования (ИММ) РАН — заведующий сектором турбулентных течений ИММ.
Основные труды по дифференциальным уравнениям математической физики с приложениями к газовой динамике. С начала 1950-х годов началось научное сотрудничество с Н. Н. Яненко, продолжившееся до безвременной кончины последнего (1984).
Кандидат физико-математических наук (1953), тема диссертации «О распространении электромагнитных волн в неоднородных волноводах». Доктор физико-математических наук (1963), тема диссертации «Разрывные решения системы квазилинейных уравнений гиперболического типа».
Автор и соавтор более ста научных работ, включая монографии и учебники для ВУЗов.
Преподавал на физическом и механико-математическом факультетах МГУ с 1953 по 1964 года, в МФТИ 1964—1967, с 1967 года в МИФИ, заведующий кафедрой высшей математики, с 1970 по 1980 год заведующий кафедрой прикладной математической физики.
Избирался депутатом Ленинградского районного совета депутатов трудящихся Москвы (1961—1963 года).

## Воспоминания современников
• Вспоминают С. П. Баутин и Л. И. Рубина:
ЗАЩИТНИК МАТЕРИНСТВА И МЛАДЕНЧЕСТВА.
В 1973 году Б. Л. Рождественский приехал в Свердловск на защиту кандидатской диссертации Рубиной Л. И. — он вместе с В. А. Сучковым были официальными оппонентами.
При поселении в гостиницу Б. Л. Рождественский записал в регистрационной карточке, что он — профессор из Москвы, приехал в ИММ (Институт математики и механики). В это время в фойе гостиницы дежурила корреспондент газеты «Вечерний Свердловск». Увидев регистрацию Б. Л. Рождественский, она решила узнать, кто это и куда приехал. Администратор гостиницы ответила, что гость приехал в ИММ, но корреспондент недослышала и решила, что гость прибыл в ИОММ (известный в Свердловске Институт охраны материнства и младенчества). И с мыслями «вот вас-то мне и надо» корреспондент попросила у Б. Л. Рождественского интервью «как у известного крупного специалиста в области охраны материнства и младенчества». Нимало не удивившись, Б. Л. Рождественский согласился и, придя в условленное время, в течение 1,5—2 часов (!) отвечал на вопросы, изложив свои взгляды на эту проблему.
И только, когда корреспондент получила ответы на все свои вопросы, Б. Л. Рождественский объяснил ей (так ничего и не заметившей), что он профессор математики… Журналистке не оставалось ничего другого, как с умным видом выслушать ещё, как очень «популярно» Б. Л. Рождественский объяснял, что такое турбулентность: «Турбулентность — это сначала вот так (он вращал руки, согнутые в локтях, одну вокруг другой), а потом вот так (он вращал руки в другую сторону)».

## Награды и премии
- орден Трудового Красного Знамени (дважды, 1954, 1956)
- Сталинская премия третьей степени (1953) — за расчётно-теоретические работы по изделию РДС-6с и РДС-5 — водородной и ядерной бомбам[3][4].
- Государственная премия СССР (1985; совместно с Н. Н. Яненко) за монографию «Системы квазилинейных уравнений и их приложения к газовой динамике», опубл. в 1978 (2-е изд.).